# Freeport (New York)
Freeport je sídlo se statutem vesnice v okrese Nassau County ve státě New York ve Spojených státech amerických. Je to část města Hempstead a nachází se na ostrově Long Island. V roce 2010 zde žilo 42 860 obyvatel. S celkovou rozlohou 12,5 km² byla hustota zalidnění 3400 obyvatel na km². První obyvatelé se zde usadili ve čtyřicátých letech sedmnáctého století.